# Nippon Kaigi
Nippon Kaigi (日本会議), qui pourrait se traduire en français par la « Conférence du Japon », est une organisation politique japonaise d'extrême droite cherchant à rétablir le régime impérial et à effacer toute trace des abus commis durant cette période.
Le groupe a été créé en 1997 et compte environ 38 000 membres. À travers ses adhérents, il exerce une influence importante au sein des pouvoirs exécutif et législatif.

## Fondation
Nippon Kaigi a été fondée en 1997 par la fusion de deux mouvements révisionnistes, :
- La Conférence nationale pour défendre le Japon ou la Conférence Populaire pour Protéger le Japon (日本を守る国民会議, Nihon o mamoru kokumin kaigi?), fondée en 1981, qui comprenait beaucoup de vétérans de l'armée et de la marine impériale et publia sa propre proposition de réforme constitutionnelle en 1994.
- La Société pour la préservation du Japon (日本を守る会, Nihon o mamoru kai?) fondée en 1974, qui comprenait des groupes shinto et des nouvelles religions (Shinshūkyō).

## Objectifs
Le groupe décrit ses objectifs comme étant de « changer la conscience nationale d'après-guerre basée sur la vision de l'histoire du Tribunal de Tokyo comme un problème fondamental » et de « réviser la Constitution actuelle ». Il voit sa mission dans la promotion de l'éducation patriotique, la révision de la Constitution du Japon et le soutien aux visites officielles au sanctuaire de Yasukuni-jinja et dans une interprétation nationaliste du shintoïsme d'État.
Nippon Kaigi soutient la révision de la Constitution japonaise, en particulier l'article 9 qui interdit une armée permanente.

## Positionnement à l'extrême droite

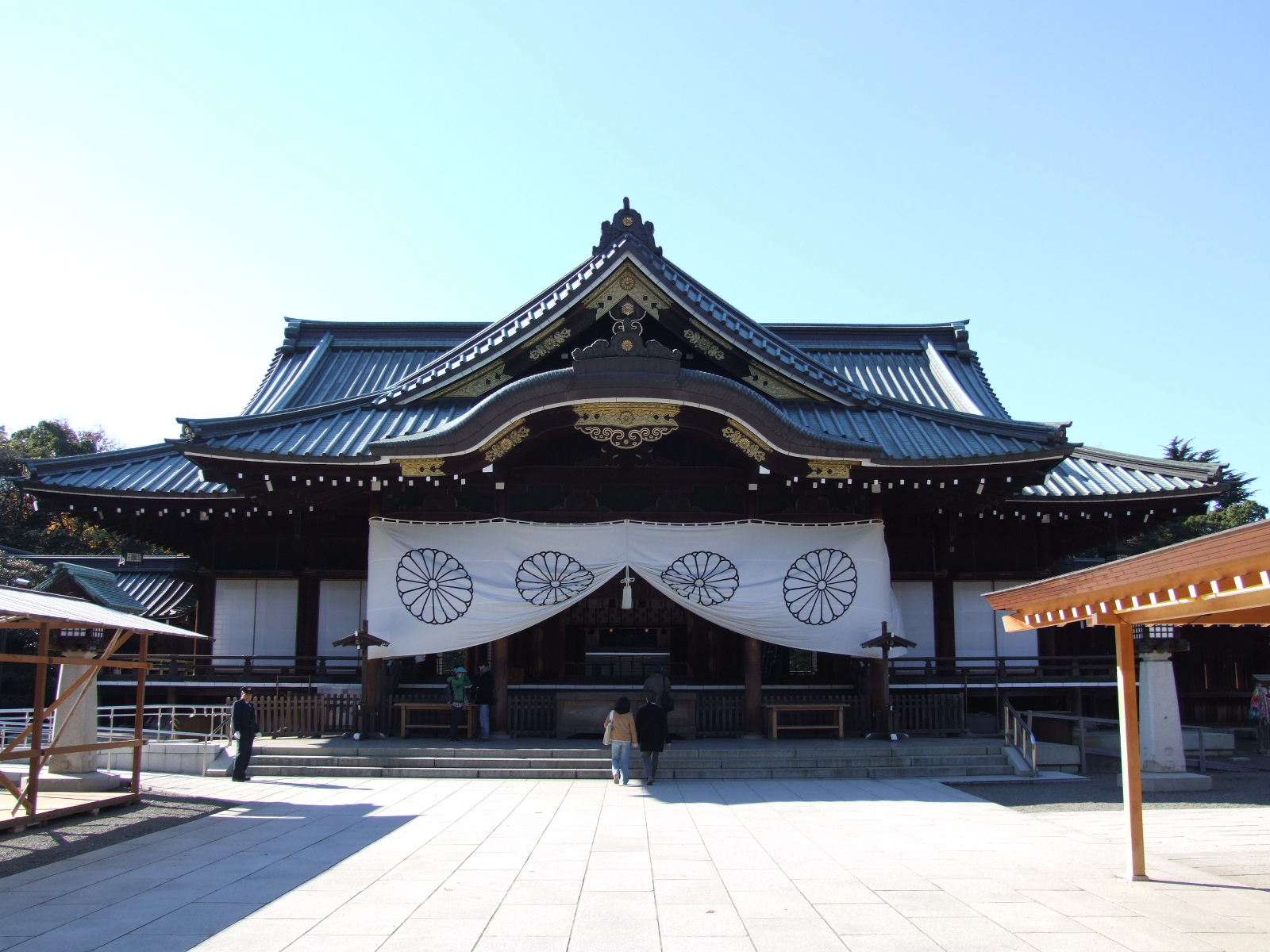
Le sanctuaire Yasukuni, rendant hommage aux Japonais « ayant donné leur vie au nom de l'empereur du Japon ».

Nippon Kaigi est positionné à l'extrême droite par de nombreux chercheurs dont Rémi Scoccimarro, Thierry Guthmann, Yoshio Sugimoto, Michael Apple.
L'organisation prône le retour aux fondamentaux de l'empire du Japon, une éducation patriotique, la révision des livres scolaires et de la Constitution, notamment l'article 9 qui impose la « renonciation à la guerre »,,. L'organisation souhaite aussi inclure dans la Constitution une « clause d'urgence » qui permettrait de ne pas devoir suivre la Constitution lors de situations exceptionnelles comme une catastrophe naturelle. Le mouvement encourage également les visites officielles au controversé sanctuaire Yasukuni,,,.

### Shintoisme
La restauration de la monarchie et du statut quasi divin de l'empereur du Japon constitue une autre mission importante de ce lobby au confluent de mouvements Shinto radicaux. Michihisa Kitashirakawa (北白川 道久), un des trois conseillers internes à Nippon Kaigi en 2018, est un grand prêtre dirigeant des sanctuaires shinto, appartenant à la famille impériale.

### Révisionnisme
Hideaki Kase, un membre influent, par ailleurs président d'un autre groupe révisionniste, la Société pour la dissémination de faits historiques, résume ainsi l'engagement de Nippon Kaigi : « Nous sommes dédiés à notre cause conservatrice. Nous sommes des monarchistes. Nous sommes en faveur de la révision de la Constitution. Nous sommes pour la gloire de la nation. »
Toshiaki Koga, membre de Nippon Kaigi et de l'assemblée métropolitaine de Tokyo, soutient Soyokaze, un groupe de femmes qui cherche à faire disparaître un mémorial à Tokyo sur les violences commises contre les Coréens après le tremblement de terre de Tokyo en 1923.
En parallèle avec la promotion de ses vues révisionnistes, l'organisation met fortement en avant certaines dimensions d'épisodes réels de l'histoire du XXe siècle pour renforcer un discours selon lequel le Japon est une victime de l'histoire,.
Selon un rapport de février 2014 du service de recherche du Congrès américain, Nippon Kaigi estime que « le Japon devrait être applaudi pour avoir libéré une grande part de l'Extrême-Orient des forces coloniales occidentales », que « les tribunaux de Tokyo sur les crimes de guerre n'étaient pas légitimes », et que « les meurtres par les troupes impériales japonaises pendant le massacre de Nankin de 1937 étaient des exagérations ou des fabrications »,. Le groupe défend vigoureusement les revendications japonaises sur les îles Senkaku, et nie le fait que le Japon ait contraint des femmes de réconfort à l'esclavage sexuel pendant la Seconde Guerre mondiale.

### Sexisme, antiféminisme, homophobie, LGBTphobie
Par ailleurs, Nippon Kaigi combat également le féminisme, les droits LGBT et la loi de 1999 sur l'égalité des sexes.

## Organisation
Nippon Kaigi revendique 38 000 membres, répartis en 47 branches régionales (préfectures), et environ 230 chapitres locaux.
Le site de l'organisation liste les membres en fonction de leur ancienneté dans une structure pilotée par un président secondé par des vice-présidents assistés de conseillers.
Parmi les branches régionales, Nippon Kaigi Hiroshima (Japan Congress Hiroshima) compte 750 résidents de la ville. Son directeur exécutif, Masanari Tade, est le fils d'une victime du bombardement atomique d'Hiroshima.
La branche Tokyo Nakano, dirigée par Keiichiro Uchino (président d'un cabinet d'avocats), a organisé en novembre 2013 une fête en l'honneur du gouvernement de Shinzō Abe, au cours de laquelle le drapeau impérial (au soleil levant avec les faisceaux) fut levé, l'hymne Kimi ga yo chanté, et l'engagement de rompre avec le régime d'après-guerre renouvelé.

## Des membres influents
Parmi les membres, anciens membres et affiliés figurent de nombreux parlementaires et ministres, ainsi que quelques premiers ministres dont Tarō Asō et Shinzō Abe. Trois cents des 480 membres de la Diète y sont affiliés en mai 2016 ; on y compte également des élus de l'opposition. Le président du lobby, Toru Miyoshi, n'est autre que l'ancien juge en chef de la Cour suprême du Japon.
Quinze des dix-huit membres du Cabinet de Shinzō Abe, dont le Premier ministre lui-même, sont « membres du Groupe de discussion sur le Nippon Kaigi à la Diète, affilié au Nippon Kaigi (Japan Conference), la principale organisation d'extrême droite au Japon »,,. Le secrétaire général de ce Groupe est le ministre de l'Éducation Hakubun Shimomura, qui milite ouvertement pour une éducation patriotique, une révision des textes scolaires, et contre une « vue masochiste de l'histoire ».
Le Premier ministre Shigeru Ishiba et ses prédécesseurs Yoshihide Suga et Fumio Kishida sont membres de cette organisation,,. Parmi les 19 membres du premier gouvernement Ishiba, 13 sont membres de Nippon Kaigi.

## Rejet desaccusations[Lesquelles?]
Dans ce pays où les dynasties politiques traversent souvent les siècles, certaines figures influentes du lobby font partie de familles directement concernées par les crimes de guerre de l'Empire, ce qui éclaire parfois leur motivation à réécrire une histoire qui rejoint celle de leurs proches.
Le grand-père maternel de Shinzō Abe, Nobusuke Kishi, fut également Premier ministre (de 1957 à 1960), mais auparavant emprisonné comme suspect de crime de guerre de classe A de 1945 à 1948. Dans son livre intitulé Utsukushii Kuni e (Vers un magnifique pays), Abe écrit : « Certains avaient l'habitude de montrer du doigt mon grand-père comme un « suspect criminel de guerre de classe-A » et je ressentais une profonde répulsion. À cause de cette expérience, je pourrais bien être devenu attaché émotionnellement au « conservatisme », au contraire ». Le frère de Shinzō Abe, Nobuo Kishi, est lui aussi membre du groupe Nippon Kaigi à la Diète.
Tarō Asō a longtemps nié l'existence du travail forcé dans les mines familiales pendant la guerre, et œuvré à la tête de ce groupe des décennies plus tard pour étouffer les faits[réf. nécessaire], mais il refuse toujours de fournir des excuses aux survivants.
Le ministre des Affaires étrangères, Hirofumi Nakasone, dirige une commission pour envisager « des mesures concrètes pour restaurer l'honneur du Japon au sujet des femmes de réconfort », alors même que son père, l'ancien Premier ministre Yasuhiro Nakasone, à l'époque un lieutenant dans l'armée de l'air impériale, avait été félicité par la hiérarchie pour avoir organisé en 1942 une « station de réconfort en Indonésie ».

## Affaire Moritomo Gakuen: trafic d'influence
L'appartenance à la Nippon Kaigi est le point commun qui relie toutes les parties impliquées dans l'affaire Moritomo Gakuen, une histoire de trafic d'influence qui a fragilisé le premier ministre Shinzo Abe en 2017 et 2018,.